# Itàlic (cap dels queruscs)
Itàlic (llatí: Italicus) va ser un membre de la tribu dels queruscs que l'any 47 va ser elegit cap de la tribu, però va ser deposat al cap de poc per la seva atitud tirànica, i va ser expel·lit. El nom d'Itàlic (Tàcit també l'anomena Ítal, però sembla un error dels manuscrits) deriva del fet que havia estat ostatge a Roma, i hauria substituït el seu nom original germànic, que roman desconegut.
És possible que el seu fill fos Itàlic, rei dels sueus.